# Jason Brilz
Jason Brilz (Bismarck, 7 de julho de 1975) é um lutador americano de MMA. Ele já competiu em várias promoções diferentes, atualmente está aposentado.

## Cartel no MMA
| Resultado | Record | Oponente                 | Método                                  | Evento                                   | Data                   | Round | Tempo | Local                          | Notas                                |
| --------- | ------ | ------------------------ | --------------------------------------- | ---------------------------------------- | ---------------------- | ----- | ----- | ------------------------------ | ------------------------------------ |
| Derrota   | 18-5-1 | Ryan Bader               | Nocaute (Socos)                         | UFC 139: Shogun vs Henderson             | 19 de Novembro de 2011 | 1     | 1:17  | San Jose, California           |                                      |
| Derrota   | 18–4–1 | Vladimir Matyushenko     | Nocaute (Socos)                         | UFC 129: St-Pierre vs. Shields           | 30/04/2011             | 1     | 0:20  | Toronto, Ontário, Canadá       |                                      |
| Derrota   | 18–3–1 | Antônio Rogério Nogueira | Decisão (Dividida)                      | UFC 114: Rampage vs. Evans               | 29/05/2010             | 3     | 5:00  | Las Vegas, Nevada, EUA         | Recebeu o prêmio de "Luta da Noite". |
| Vitória   | 18–2–1 | Eric Schafer             | Decisão (Unânime)                       | UFC LIVE: Vera vs. Jones                 | 21/03/2010             | 3     | 5:00  | Broomfield, Colorado, EUA      |                                      |
| Derrota   | 17–2–1 | Eliot Marshall           | Decisão (Dividida)                      | UFC 103:Franklin vs. Belfort             | 19/09/2009             | 3     | 5:00  | Dallas, Texas, EUA             |                                      |
| Vitória   | 17–1–1 | Tim Boetsch              | Decisão (Unânime)                       | UFC 96: Jackson vs. Jardine              | 07/03/2009             | 3     | 5:00  | Columbus, Ohio, EUA            |                                      |
| Vitória   | 16–1–1 | Brad Morris              | Nocaute Técnico (Socos)                 | UFC Fight Night: Diaz vs. Neer           | 17/09/2008             | 2     | 2:54  | Omaha, Nebraska, EUA           |                                      |
| Vitória   | 15–1–1 | Erik Jenks               | Finalização (Mata-Leão)                 | Beatdown – 4 Bears Casino                | 10/05/2008             | 1     | 4:46  | New Town, Dakota do Norte, EUA |                                      |
| Vitória   | 14–1–1 | Aaron Praschak           | Finalização (Mata-Leão)                 | DFC 7 – Revolution                       | 07/10/2007             | 1     | 4:55  | Bismarck, Dakota do Norte, EUA |                                      |
| Vitória   | 13–1–1 | Rob Wince                | Submissão (Socos)                       | ACF – Exodus                             | 06/05/2006             | 1     | 2:37  | Council Bluffs, Iowa, EUA      |                                      |
| Vitória   | 12–1–1 | Alex Schoenauer          | Finalização (Estrangulamento)           | VFC 11 – Demolition                      | 03/09/2005             | 2     | 4:06  | Council Bluffs, Iowa, EUA      |                                      |
| Vitória   | 11–1–1 | Jason MacDonald          | Decisão (Dividida)                      | KOTC – Edmonton                          | 16/04/2005             | 2     | 5:00  | Edmonton, Alberta, Canadá      |                                      |
| Vitória   | 10–1–1 | Jerry Spiegel            | Nocaute                                 | VFC – Madness                            | 05/03/2005             | 2     | 4:30  | Council Bluffs, Iowa, EUA      |                                      |
| Vitória   | 9–1–1  | Kyle Olsen               | Nocaute Técnico                         | XKK – Des Moines                         | 30/10/2004             | 2     | N/A   | Des Moines, Iowa, EUA          |                                      |
| Vitória   | 8–1–1  | Mike Patt                | Nocaute Técnico (Interrupção do Corner) | VFC 6 – Overload                         | 22/11/2003             | 2     | 5:00  | Council Bluffs, Iowa, EUA      |                                      |
| Empate    | 7–1–1  | Justin Eilers            | Empate                                  | VFC 4 – Wildcard                         | 19/04/2003             | 3     | 5:00  | Council Bluffs, Iowa, EUA      |                                      |
| Vitória   | 7–1    | Tony Mendoza             | Finalização (Mata-Leão)                 | ROF 7 – Meltdown                         | 28/03/2003             | 1     | 2:46  | Denver, Colorado, EUA          |                                      |
| Vitória   | 6–1    | Nate Schroeder           | Decisão                                 | VFC 1 – Victory Fighting Championships 1 | 16/06/2002             | 1     | 15:00 | Council Bluffs, Iowa, EUA      |                                      |
| Derrota   | 5–1    | Vince Feilds             | Finalização (Chave de Braço)            | UW – Caged Fights                        | 09/09/2001             | 1     | 1:45  | St. Paul, Minnesota, EUA       |                                      |
| Vitória   | 5–0    | Dennis Reed              | Finalização (Chave de Braço)            | IC 2 – Iowa Challenge 2                  | 11/08/2001             | 1     | 1:34  | Cedar Rapids, Iowa, EUA        |                                      |
| Vitória   | 4–0    | Brad Krane               | Submissão (Socos)                       | Gladiators 14                            | 11/05/2001             | N/A   | N/A   | Omaha, Nebraska, EUA           |                                      |
| Vitória   | 3–0    | John Herrera             | Finalização (Guilhotina)                | MSF – Night of Thunder                   | 19/04/2001             | 3     | N/A   | Fort Collins, Colorado, EUA    |                                      |
| Vitória   | 2–0    | Gary Hicks               | Nocaute Técnico                         | EC 38 – Extreme Challenge 38             | 16/11/2000             | 1     | 2:29  | Council Bluffs, Iowa, EUA      |                                      |
| Vitória   | 1–0    | Mitch Rosland            | Finalização (Kimura)                    | Gladiators 4                             | 02/03/2000             | 3     | N/A   |                                |                                      |